# Survivor Series 1995
Survivor Series 1995 è stato il nono evento dell'omonimo pay-per-view prodotto dalla World Wrestling Federation. Si svolse il 19 novembre 1995 all'USAir Arena di Landover, Maryland.
Il main event della serata fu un No Disqualification Match per il WWF Championship. Bret Hart vinse il titolo sconfiggendo Diesel per schienamento.

## Risultati
| #    | Risultati | Stipulazioni                                      | Durata |
| ---- | --- | ------------------------------------------------- | ------ |
| Dark | The Smoking Gunns (Billy e Bart Gunn) hanno sconfitto The Public Enemy (Rocco Rock e Johnny Grunge) | Tag team match                                    | N/A    |
| 1    | The BodyDonnas (Skip, Rad Radford, Dr. Tom Prichard e The 1-2-3 Kid) (con Sunny e Ted DiBiase) hanno sconfitto The Underdogs (Marty Jannetty, Hakushi, Barry Horowitz e Bob Holly)                       | Four-on-four Survivor Series elimination match    | 18:45  |
| 2    | Bertha Faye, Aja Kong, Tomoko Watanabe e Lioness Asuka (con Harvey Wippleman) hanno sconfitto Alundra Blayze, Kyoko Inoue, Sakie Hasegawa e Chaparita Asari                                              | Four-on-four Survivor Series elimination match    | 10:01  |
| 3    | Goldust ha sconfitto Bam Bam Bigelow | Single match                                      | 08:18  |
| 4    | The Darkside (The Undertaker, Savio Vega, Fatu e Henry O. Godwinn) (con Paul Bearer) hanno sconfitto The Royals (King Mabel, Jerry Lawler, Isaac Yankem, DDS e Hunter Hearst Helmsley) (con Sir Mo)      | Four-on-four Survivor Series elimination match    | 14:21  |
| 5    | Team Michaels Shawn Michaels, Ahmed Johnson, The British Bulldog e Sycho Sid (con Ted DiBiase e Jim Cornette) ha sconfitto Yokozuna, Owen Hart, Razor Ramon e Dean Douglas (con Mr. Fuji e Jim Cornette) | Four-on-four Survivor Series elimination match    | 27:24  |
| 6    | Bret Hart ha sconfitto Diesel (c) | No Disqualification match per il WWF Championship | 24:54  |